# Sofija Rheineška
Sofija Rheineška, znana tudi kot Sofija Salmska, grofica Bentheimska (ok. 1120 – 26. september 1176 v Jeruzalemu) je bila med letoma 1150 in 1176 vladajoča suo jure grofica Bentheimska. Bila je tudi nizozemska grofica po poroki z Ditrikom (Dirkom) VI., holandskim grofom, ki je bil njen sovladar jure uxoris v grofiji Bentheim.

## Življenje
Sofija je bila edina hči Otona I., grofa Salmskega, sina nemškega protikralja Hermana Salmskega, in Gertrude Northeimske. Nekje pred letom 1135 se je poročila s holandskim grofom Ditrikom (Dirkom) VI.
Sofija je financirala gradnjo novih cerkva v opatijah Egmond in Rijnsburg. Leta 1138 je z možem romala v Jeruzalem. Med povratkom sta obiskala papeža v Rimu.
Leta 1150 je Sofija podedovala grofijo Bentheim po svojem bratu Otonu II. Njene pravice je branila njena mati, ki je delovala kot njena regentka v Bentheimu. Sofija je uspešno uveljavila dedovanje grofije Bentheim in svojega zakonca postavila za sovladarja jure uxoris.
Po moževi smrti leta 1157 je Sofija romala v Santiago de Compostella, leta 1173 in 1176 pa še dvakrat v Jeruzalem. Med zadnjim obiskom je umrla v bolnišnici sv. Marije tevtonskega reda v Jeruzalemu. Pokopana je bila v Jeruzalemu.

## Potomci
1. Dirk, znan kot "Romar" (Peregrinus) ( ok. 1138 – 1151), pokopan v Egmondu
2. Floris III. ( ok. 1140 – 1. avgust 1190 v Antiohiji), ki je leta 1157 nasledil svojega očeta kot holandski grof
3. Oto (ok. 1140/1145 – 1208 ali pozneje), ki je podedoval materino posest in postal grof Bentheimski
4. Baldvin ( ok. 1149 – 30. april 1196), ki je bil prošt v Sv. Marije v Utrechtu in pozneje škof Utrechta od leta 1178 do svoje smrti.
5. Dirk ( ok. 1152 – 28. avgust 1197 v Paviji ), ki je leta 1197 postal tudi škof v Utrechtu, vendar je istega leta umrl
6. Sofija, ki je leta 1186 postala opatinja Rijnsburške opatije
7. Hedvika (um. 28. avgusta 1167), ki je bila nuna v Rijnsburgu
8. Gertrud je umrla v otroštvu
9. Petronila